# Aeroportul Havrîșivka Vinița
Aeroportul Havrîșivka Vinița (IATA: VIN, ICAO: UKWW) este un aeroport din Regiunea Vinița, Ucraina ce deservește zona Vinița. Aeroportul a fost tranzitat în 2021 de 489 de pasageri. A fost numit după zona deservită.
Situat la o altitudine de 974 m, aeroportul dispune de 1 pistă.

## Infrastructură

### Piste
Aeroportul dispune de o singură pistă. Pista 13/31 are suprafața de beton și dimensiunile 2.500 m × 42 m. 